# Valiant - Piccioni da combattimento
Valiant - Piccioni da combattimento (Valiant) è un film d'animazione del 2005 diretto da Gary Chapman, su soggetto di George Webster.
Prodotto da Vanguard Animation, il film è stato distribuito dalla Buena Vista Distribution negli Stati Uniti, dalla Medusa Film in Italia.

## Trama
La storia si svolge in un arco di tempo che va da uno a due anni prima del 6 giugno 1944, giorno dello sbarco in Normandia delle forze alleate, fino al giorno suddetto. Valiant è un giovane piccione inglese che sogna di diventare un eroe e di combattere per il proprio paese dando un valido contributo per sconfiggere le armate tedesche. Così decide di arruolarsi nel Royal Pidgeon Service (RPS) che altro non è che un servizio di informazione segreta tra le resistenze francesi nel continente e le forze alleate stanziate in Gran Bretagna.
Il film riprende in modo molto umoristico, rappresentando questi piccioni come marines o berretti verdi, un'organizzazione esistita veramente e che diede un forte contributo nella fuga di informazioni circa la posizione e lo stato delle armate tedesche in Europa.
Arrivato a Londra Valiant incontra Bugsy, un piccione sbandato e svogliato che pensa solo a tirare al domani e campa di piccole truffe, e nel presentarsi agli uffici di reclutamento finisce per coinvolgere accidentalmente anche lui. In caserma l'addestramento è duro e il sergente non è per niente soddisfatto del lavoro della truppa, ma le esigenze della guerra richiedono di riporre la fiducia in questo branco di disadattati nei quali è presente anche il volenteroso Valiant.
I Piccioni vengono caricati su un aereo e paracadutati dietro le linee nemiche con la missione di incontrare i topi della resistenza francese e riportare in Inghilterra le importanti informazioni di cui accennato. Ovviamente quando si presentano i problemi la squadra è sull'orlo dello scioglimento, ma grazie all'abilità e la determinazione di Valiant i piccioni riescono a completare la missione.
Al termine del film si scopre che l'informazione serviva appunto a determinare il punto dello sbarco delle truppe il giorno del 6 giugno 1944, optando quindi per la Normandia anziché per lo stretto di Calais. Per l'importanza della sua azione, Valiant riceve la Dickin Medal.

## Accoglienza

### Critica
A fronte di un budget stimato tra i 35 ed i 40 milioni di dollari, la pellicola ha incassato circa 61.7 milioni di dollari a livello globale tra cui circa 19.4 milioni dalle sale cinematografiche statunitensi e circa 42.2 milioni dal resto del mondo. In Italia ha incassato circa 1 milioni di euro di 175.000 nel primo fine settimana di programmazione.
Su Rotten Tomatoes il film ha un punteggio del 32 per cento con un voto medio di 4.97 su 10.